# Leopold Arends

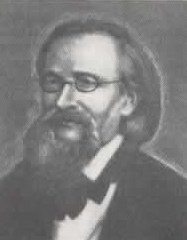
Leopold Arends

Leopold Arends, numele la naștere, Leopold Alexander Friedrich Arends (n. 1817 în Rukiškis, actualmente districtul Anykščiai din Lituania – d. 1882) a fost un stenograf gremano - lituaniano - rus, inventator al unui sistem de stenografie utilizat extensiv în Europa, și mai ales în Suedia.